# ʻEua (distrito)
O Distrito de Eua é um distrito de Tonga composto por duas ilhas:
- ʻEua
- ʻEua Fo'ou